# 575108 Doyrantsi
575108 Doyrantsi este o planetă minoră (asteroid) din Outer Main Belt⁠(d). A fost descoperită pe 5 august 2005 la Observatorul Palomar de Near Earth Asteroid Tracking. 
Obiectul prezintă o orbită caracterizată de o semiaxă mare de 3,9524979313746 UAi, o excentricitate de 0,14311738144358, o înclinație de 3,4521685121501 ° în raport cu ecliptica.